# Neuer Weg 17, 19 (Quedlinburg)

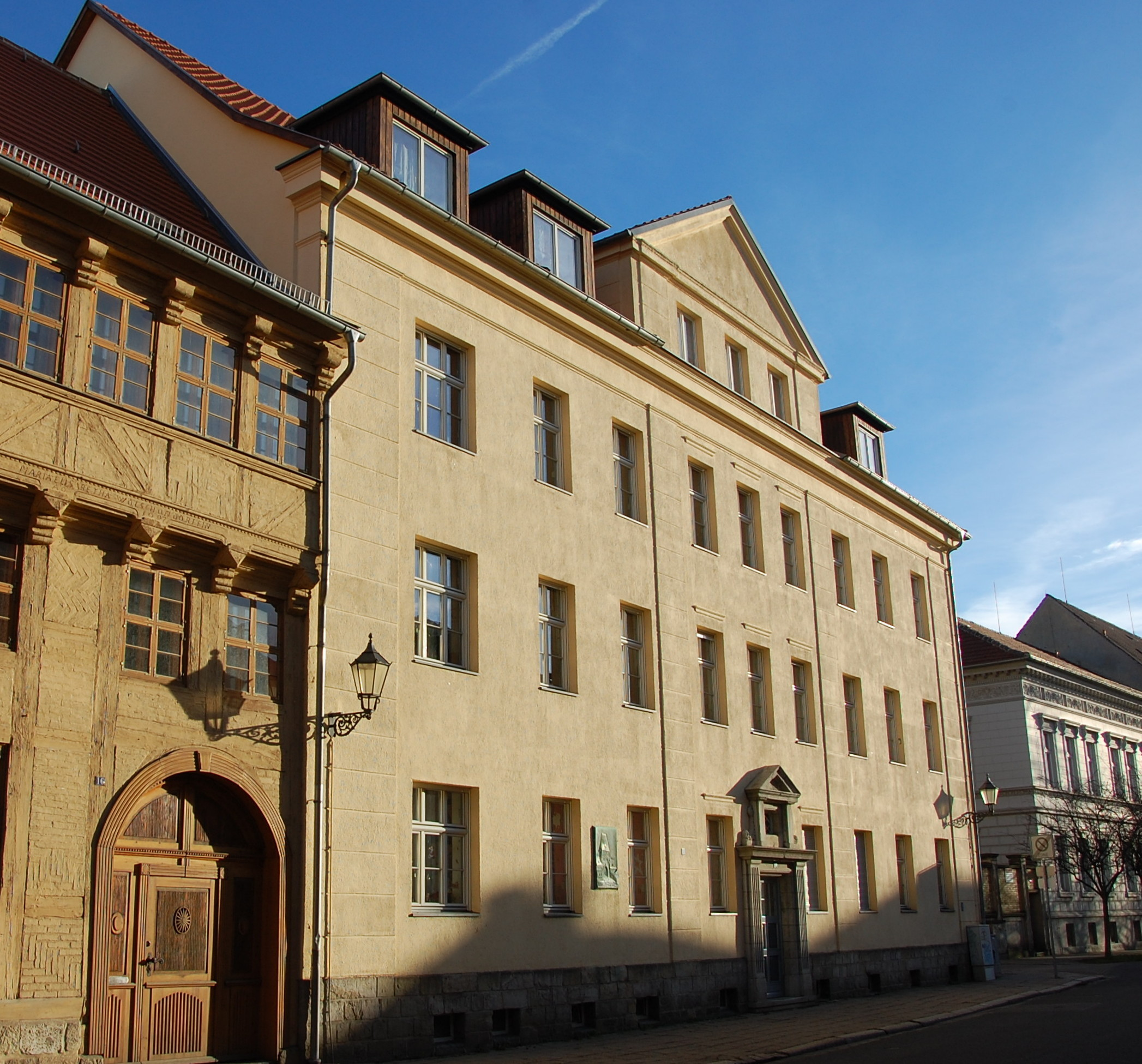
Haus Neuer Weg 17, 19

Das Haus Neuer Weg 17, 19 ist ein denkmalgeschütztes Gebäude in Quedlinburg in Sachsen-Anhalt.

## Lage
Das im Quedlinburger Denkmalverzeichnis als Wohnhaus eingetragene Gebäude befindet sich südlich der historischen Quedlinburger Altstadt, auf der Ostseite des Neuen Wegs. Nördlich grenzt das gleichfalls denkmalgeschützte Haus Neuer Weg 16 an. Südlich des Hauses mündet die Seilergasse auf den Neuen Weg.

## Architektur und Geschichte
Das in massiver Bauweise errichtete dreigeschossige Gebäude entstand in den Jahren 1924/25 durch den Architekten Ludwig. An dem Standort befand sich in der Vergangenheit das bereits 1837 abgerissene Neuweger Tor. Eine am Gebäude angebrachte Tafel erinnert hieran. Für den Neubau wurden drei kleine ältere Fachwerkhäuser abgerissen. Bauherr des Neubaus war das Quedlinburger Unternehmen Gebrüder Dippe AG. Das kubisch wirkende Gebäude ist unter Anwendung von Prinzipien des Neoklassizismus gegliedert. Die Fassade ist flach gestaltet. Die Hauseingangstür ist mit Pilastern gestaltet.